# Vemakylindrus stebbingi
Vemakylindrus stebbingi is een zeekommasoort uit de familie van de Diastylidae. De wetenschappelijke naam van de soort is voor het eerst geldig gepubliceerd in 1980 door Day.